# Eva Bosáková
Eva Bosáková, z domu Věchtová, później Hlaváčková (ur. 18 grudnia 1931 w Mladej Boleslavi, zm. 10 listopada 1991 w Pradze) – czeska gimnastyczka. W barwach Czechosłowacji wielokrotna medalistka olimpijska.
Jej ojciec także był gimnastykiem. Brała udział w trzech igrzyskach (IO 52, IO 56, IO 60), na każdych zdobywała medale – łącznie cztery. W 1956 zdobyła srebro w ćwiczeniach na równoważni. Cztery lata później triumfowała w tej konkurencji i wspólnie z koleżankami zajęła drugie miejsce w rywalizacji drużynowej. W 1952, pod panieńskim nazwiskiem Věchtová, w drużynie zajęła trzecie miejsce. W latach 1954–1962 wielokrotnie stawała na podium mistrzostw świata. Po złoto sięgała w ćwiczeniach wolnych w 1958 i na równoważni w 1962. Osiem razy była wicemistrzynią świata: w 1954 w wieloboju, ćwiczeniach wolnych i na równoważni, w 1958 w wieloboju, drużynie i poręczach, w 1962 w drużynie i ćwiczeniach na poręczach.